# Magnitude do eclipse
A magnitude do eclipse é uma medida astronômica para eclipses dada pela fração do diâmetro do corpo eclipsado que está sofrendo eclipse no momento de seu ápice. A magnitude é apresentada em forma de porcentagem ou como um número decimal, por exemplo, a magnitude 0,77 também poderia ser representada como 77%.
A magnitude do eclipse não pode ser confundida com a escala de magnitude aparente destinada ao brilho das estrelas e nem com o conceito de obscurecimento que mede a área do corpo eclipsado que está sofrendo eclipse.
O conceito de magnitude do eclipse pode ser utilizado tanto para eclipses solares quanto para eclipses lunares. Eclipses totais lunares e solares têm magnitude igual ou maior a 1,0 e os eclipses solares anulares sempre menor que 1,0. Eclipses lunares também definem o conceito de magnitude umbral para identificar a fração do diâmetro lunar coberto pela umbra da Terra.